# Victor Mignot
Pour les articles homonymes, voir Mignot.
Victor Mignot (1872-1944) est un artiste peintre, graveur et illustrateur belge.

## Biographie
Victor Mignot est né le 20 juin 1872 à Bruxelles.
Proche du Sillon, d'abord illustrateur de livres et collaborateur aux journaux belges Le Cycliste belge illustré et Le Petit Bleu, il commence à produire, au début des années 1890, des affiches lithographiées dans le style Art nouveau. Parmi ses thèmes, les sports, le théâtre, les boissons, l'ameublement et certains mouvements comme La Libre Esthétique. En 1899, il collabore au magazine illustré Cocorico. On compte aussi des cartes postales.
Il expose au Salon des artistes français à partir de 1904 et jusqu'en 1911, uniquement des eaux-fortes. En 1907 et 1909, il expose des estampes en couleurs au Salon de la Société nationale des beaux-arts.
Il est membre de la Société de la gravure originale en noir et de la Société de la gravure originale en couleurs, à Paris, de L'Estampe à Bruxelles en 1906, et proche de L'Estampe moderne,.
Il s'établit à Paris vers 1910 et se consacre entièrement à la gravure à l'eau-forte, exposant par exemple en 1923 au Studio de la maison des maîtres graveurs dirigé par Albert Morancé, rue de Fleurus. En 1931, ses ouvrages illustrés sont présentés au Salon international du livre d'art de Paris.
Il meurt le 5 mars 1944 à Paris.

## Œuvre

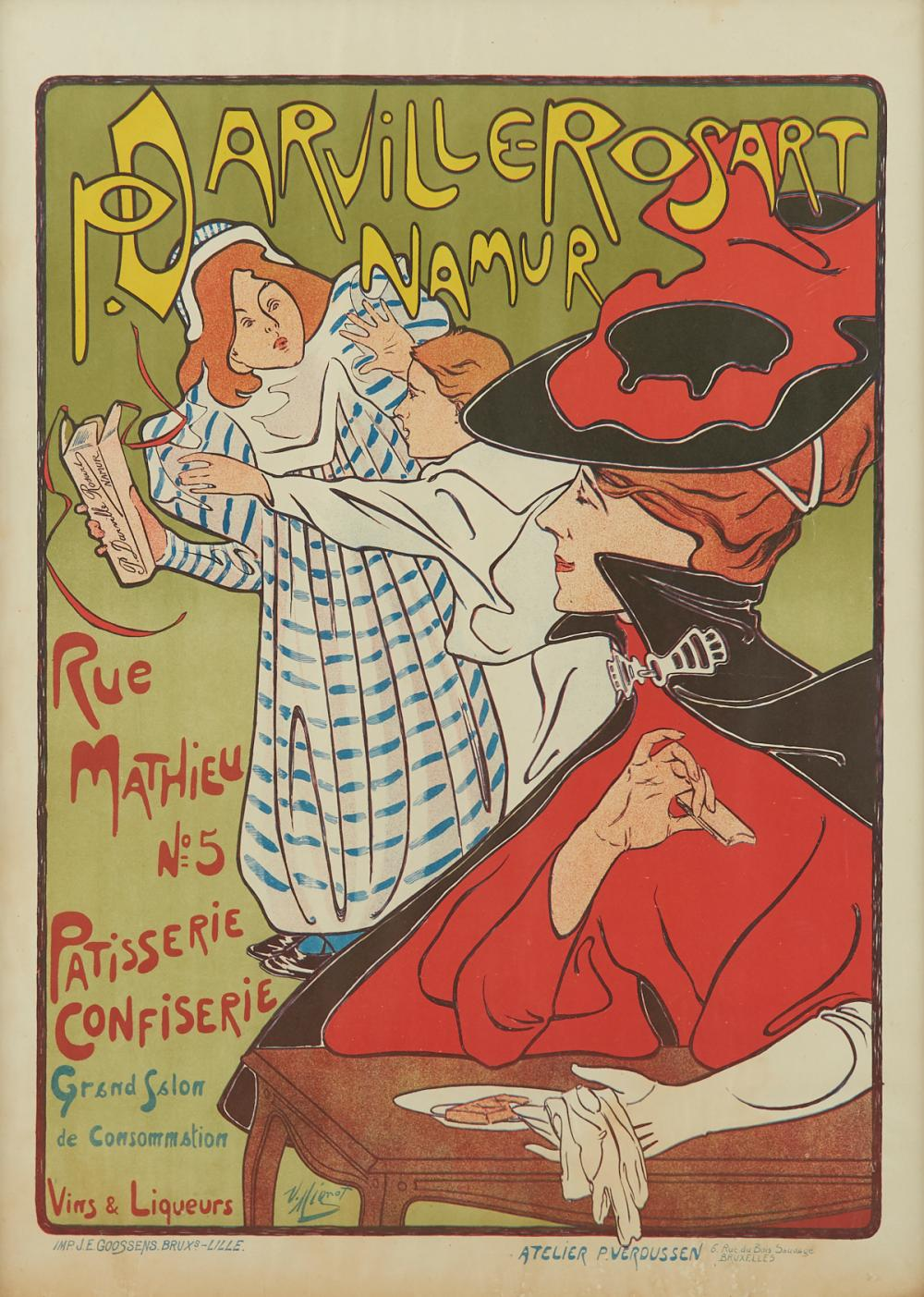
P. Daruille-Rosart Namur, affiche lithographiée, Bruxelles, impr. Goossens, v. 1900.

### Affiches lithographiées
- Les Clubs vélocipédiques de l'agglomération bruxelloises, 1895
- Champagne Berton, 1896.
- Kermesse de Bruxelles, 1896.
- Le Sillon, 1897.
- Le Cénacle du Hibou, 1897.
- Spa Belgique Tir aux pigeons, 1897.
- La Libre Esthétique, 1897.
- The Record Cycle E. Veeck, 1897.
- 5e Salon du cycle organisé au Pôle-Nord Bruxelles, 1897.
- Au Lion rouge Vieux-Bruxelles Lambic et Faro, 1897.
- Société des aquafortistes belges, 1899.
- Blankenberghe Grande Fête Japonaise, 1899.
- P. Daruille-Rosart Namur, Rue Mathieu No. 5. Pâtisserie Confiserie, v. 1900.
- M. Pelsenear-Lambert ganterie, v. 1900.
- Salle d'armes de Bel, s.d.
- Maison J. Gonthier vitrages encadrements, s.d.
- Le Pôle Nord rue Grétry Bruxelles, s.d.

### Livres illustrés
- André Ruyters, Les escales galantes, 1899.
- Camille Lemonnier, Le Bon Amour, 1900.
- Octave Uzanne (dir.), Figures de Paris : ceux qu'on rencontre et celles qu'on frôle, Les Bibliophiles indépendants / Floury, 1901.